# Introdacqua
Introdacqua község (comune) Olaszország Abruzzo régiójában, L’Aquila megyében.

## Fekvése
A megye keleti részén fekszik. Határai: Bugnara, Pettorano sul Gizio, Scanno és Sulmona.

## Története
Első írásos említése a 14. századból származik. A következő századokban nemesi birtok volt. Önállóságát a 19. század elején nyerte el, amikor a Nápolyi Királyságban felszámolták a feudalizmust. Korabeli épületeinek nagy részét az 1984-es földrengés súlyosan megrongálta.

## Népessége
A népesség számának alakulása:

## Főbb látnivalói
- Torre di Introdacqua
- Santissima Annunziata-templom
- San Giovanni Battista-templom
- Santissima Trinità-templom